# За відмінні успіхи в галузі вищої освіти СРСР
За відмінні успіхи в галузі вищої освіти СРСР- почесний відзнака Міністерства вищої і середньої спеціальної освіти СРСР.

## Відомості про відзнаку
Почесним знаком «За відмінні успіхи в галузі вищої освіти СРСР» — нагороджувалися викладачі вищих навчальних закладів Радянського Союзу, які мають наукові ступені та звання (як правило, доктор наук, професор) за особливі заслуги в галузі вищої освіти, підготовку висококваліфікованих кадрів та багаторічну (понад 15 років) роботу у вишах країни.
Наказ про нагородження Почесним знаком «За відмінні успіхи в галузі вищої освіти СРСР» підписувався Міністром вищої і середньої спеціальної освіти СРСР за погодженням з головою професійної спілки працівників вищої і середньої спеціальної освіти СРСР на підставі клопотань адміністрації (ректора) і вчених рад вишів.
Нагороджуватися могли лише особи, нагороджені до цього Почесною грамотою Міністерства вищої і середньої спеціальної освіти СРСР, причому після закінчення не менше 3 років.
Одночасно з нагрудним знаком видавалося посвідчення.
Матеріал знаку — нейзильбер
Кріплення — шпилька
Шаблон для Wikipedia